# Liesel Westermann
Lieselotte »Liesel« Westermann-Krieg, nemška atletinja, * 2. november 1944, Sulingen, Nemčija.
Nastopila je na poletnih olimpijskih igrah v letih 1968 in 1972 v metu diska, leta 1968 je osvojila srebrno medaljo, leta 1972 pa peto mesto. Na evropskih prvenstvih je osvojila srebrni medalji v letih 1966 in 1971. Štirikrat je postavila svetovni rekord v metu diska, ki ga je držala med letoma 1967 in 1971 s štirimesečno prekinitvijo leta 1968.